# Terremoto en el noreste de India de 2016
Un terremoto en el noreste de India ocurrió el 4 de enero de 2016. Fue de 6,7 grados de magnitud y se registró a 29 km al oeste de Imphal a las 04:35 del 4 de enero (hora y fecha local), a una profundidad de 55 km y a una intensidad Mercalli de VII. El sismo también se sintió con fuerza en Bangladés.
Diversos informes reportaron sobre daños en edificios y estructuras cerca del epicentro. El terremoto dejó 11 fallecidos (de los cuales seis fueron en India y cinco en Bangladés) y más de 200 heridos. El terremoto, que ocurrió a las 4:35 a. m. hora local (23:05 GMT del 3 de enero), tuvo su epicentro en una zona aislada.